# 67-й армійський корпус (Третій Рейх)
LXVII (67-й) армі́йський ко́рпус (нім. LXVII. Armeekorps) — армійський корпус Вермахту за часів Другої світової війни.

## Історія
LXVII армійський корпус був сформований 20 січня 1944 на території Бельгії на основі 67-го резервного корпусу Вермахту.

## Райони бойових дій
- Південна Франція (січень — червень 1944);
- Північна Франція (червень — грудень 1944);
- Західна Німеччина (Рейн) (грудень 1944 — березень 1945).

## Командування

### Командири
- генерал від інфантерії Вальтер Фішер фон Вайкершталь (нім. Walther Fischer von Weikersthal) (20 січня — 1 червня 1944);
- генерал-лейтенант Альфред Гаусе (нім. Alfred Gause) (1 — 7 червня 1944, ТВО);
- генерал від інфантерії Вальтер Фішер фон Вайкершталь (7 червня — 24 липня 1944);
- генерал-лейтенант Карл Пюхлер (нім. Carl Püchler) (24 — 25 липня 1944, ТВО);
- генерал від інфантерії Отто Шпонгеймер (нім. Otto Sponheimer) (25 липня — 25 жовтня 1944);
- генерал-лейтенант Фрідріх-Август Шак (нім. Friedrich-August Schack) (25 — 28 жовтня 1944, ТВО);
- генерал-лейтенант, з 1 листопада 1944 генерал від інфантерії Карл Пюхлер (28 жовтня — 30 листопада 1944);
- генерал-лейтенант Ойген Фелікс Швальбе (нім. Felix Schwalbe) (30 листопада — грудень 1944, ТВО);
- генерал-лейтенант, з 1 березня 1945 генерал від інфантерії Отто Гітцфельд (нім. Otto Hitzfeld) (17 грудня 1944 — 19 квітня 1945).

## Бойовий склад 67-го армійського корпусу
Формування управління, забезпечення та підтримки
- 467-ме артилерійське командування (Arko 467), з жовтня 1944;
- 467-й корпусний батальйон зв'язку (Korps-Nachrichten-Abteilung 467), з березня 1945;
- 467-й взвод фельджандармерії (Feldgendarmerie-Trupp 467).

- 344-та піхотна дивізія (344. Infanterie-Division);
- 348-ма піхотна дивізія (348. Infanterie-Division).

- 226-та піхотна дивізія (226. Infanterie-Division);
- 245-та піхотна дивізія (245. Infanterie-Division);
- 348-ма піхотна дивізія;
- 5-й полк охорони (Sicherungs-Regiment 5).

- 226-та піхотна дивізія;
- 245-та піхотна дивізія;
- 17-та авіапольова дивізія (17. Feld-Division (L).

- 711-та піхотна дивізія (711. Infanterie-Division);
- Частини:
  - 331-ї піхотної дивізії (331. Infanterie-Division);
  - 344-ї піхотної дивізії (344. Infanterie-Division);
  - 346-ї піхотної дивізії (346. Infanterie-Division);
  - 17-ї авіапольової дивізії.

- 711-та піхотна дивізія;
- 719-та піхотна дивізія (719. Infanterie-Division);
- Частини:
  - 344-ї піхотної дивізії;
  - 346-ї піхотної дивізії.

- 64-та піхотна дивізія (64. Infanterie-Division);
- 70-та піхотна дивізія (70. Infanterie-Division);
- 85-та піхотна дивізія (85. Infanterie-Division);
- 346-та піхотна дивізія;
- 711-та піхотна дивізія;
- 719-та піхотна дивізія.

- 85-та піхотна дивізія;
- 245-та піхотна дивізія;
- 346-та піхотна дивізія;
- 711-та піхотна дивізія;
- 719-та піхотна дивізія.

- 246-та фольксгренадерська дивізія (246. Volks-Grenadier-Division);
- 326-та фольксгренадерська дивізія (326. Volks-Grenadier-Division).

- 272-га фольксгренадерська дивізія (272. Volks-Grenadier-Division);
- 326-та фольксгренадерська дивізія.

- 89-та піхотна дивізія (89. Infanterie-Division);
- 3-тя парашутна дивізія (3. Fallschirmjäger-Division);
- 246-та фольксгренадерська дивізія;
- 277-ма фольксгренадерська дивізія (277. Volks-Grenadier-Division).

- 89-та піхотна дивізія;
- 3-тя парашутна дивізія;
- 277-ма фольксгренадерська дивізія.

- 89-та піхотна дивізія;
- 3-тя парашутна дивізія;
- 246-та фольксгренадерська дивізія;
- 277-ма фольксгренадерська дивізія.

- 9-та танкова дивізія (9. Panzer-Division);
- 89-та піхотна дивізія;
- 3-тя парашутна дивізія;
- 277-ма фольксгренадерська дивізія.

- 26-та фольксгренадерська дивізія (26. Volks-Grenadier-Division);
- 89-та піхотна дивізія;
- 277-ма фольксгренадерська дивізія.

- 89-та піхотна дивізія;
- 277-ма фольксгренадерська дивізія.

- 166-та піхотна дивізія (166. Infanterie-Division);
- 326-та фольксгренадерська дивізія;
- 106-та танкова бригада «Фельдхерналле» (Panzer-Brigade 106 “Feldherrnhalle”).

- 26-та фольксгренадерська дивізія;
- 15-й парашутний полк (Fallschirmjäger-Regiment 15);
- 5-й парашутний інженерний батальйон (Fallschirm-Pionier-Bataillon 5).

- 26-та фольксгренадерська дивізія;
- Піхотна дивізія «Потсдам» (Infanterie-Division "Potsdam");
- Бригада Воргитцкі (Brigade Worgitzky);
- 15-й парашутний полк.